# Alekséievka (Arkadak)
Alekséievka — Алексеевка (rus) — és un poble a l'óblast de Saràtov, a Rússia, segons el cens del 2010 tenia 715 habitants. Pertany al districte municipal d'Arkadak.